# Alto Havel
O Alto Havel (em alemão:  Oberhavel) é um distrito (kreis ou landkreis) da Alemanha localizado no estado de Brandemburgo.

## Geografia
O distrito está localizado ao longo do curso superior do rio Havel desde a sua nascente para os arredores de Berlim. O norte é caracterizada por muitos lagos, incluindo o lago Großer Stechlin (em alemão:  Großer Stechlinsee), que é bem conhecido devido a um romance de Theodor Fontane chamado Der Stechlin.

## Cidades e municípios
| Cidades (livres) | Municípios (livres)                                                                                        | Amt - associação municipal                                                                                             |
| 1. Fürstenberg/Havel 2. Hennigsdorf 3. Hohen Neuendorf 4. Kremmen 5. Liebenwalde 6. Oranienburg 7. Velten 8. Zehdenick | 1. Birkenwerder 2. Glienicke/Nordbahn 3. Leegebruch 4. Löwenberger Land 5. Mühlenbecker Land 6. Oberkrämer | Gransee und Gemeinden 1. Gransee1, 2 2. Großwoltersdorf 3. Schönermark 4. Sonnenberg 5. Stechlin 1sede do Amt; 2cidade |